# ۵۷۲ (قمری)
۵۷۲ (قمری)، پانصد و هفتاد و دومین سال در گاهشماری هجری قمری است. اول محرم این سال برابر با هفدهم ژوئیه سال ۱۱۷۶ میلادی است.